# کاناکاچوو
کاناکاچوو (انگلیسی: Kanakachevo) یک شهرک در شهرستان کوگارچینسکی جمهوری باشقیرستان در کشور روسیه است.